# Lithops salicola
Espèce
Lithops salicola est une espèce de plantes vivaces, succulentes, acaules de la famille des Aizoacées. 

## Etymologie
"Litho" est tiré du mot grec Lithos, signifiant "pierre", et "opsis" apparence, qu'on peut traduire par plantes-cailloux car elles présentent un exemple de mimétisme pour éviter d'être dévorés par des herbivores.